# Pseudorthosia variabilis
Pseudorthosia variabilis là một loài bướm đêm trong họ Noctuidae.